# مسرشمیت ب‌اف ۱۶۵
مسرشمیت بی‌اف ۱۶۵ (به آلمانی: Messerschmitt Bf 165) پروژه‌ای برای یک بمب‌افکن راهبردی برد بلند از طرف شرکت مسرشمیت در آلمان بود.